# 장심 (드라마)
《장심》(掌心)은 2025년 방송되었던 중국의 웹 드라마이다.

## 등장 인물
- 류스스 - 엽평안 역
- 더우샤오 - 원소성 역
- 정예청 - 오안강 역
- 쉬안루 (宣璐) - 육단심 역
- 쉬자오 - 오현아 역
- 장위시 - 예상 역